# Bica, Cluj
Bica este un sat în comuna Mănăstireni din județul Cluj, Transilvania, România.

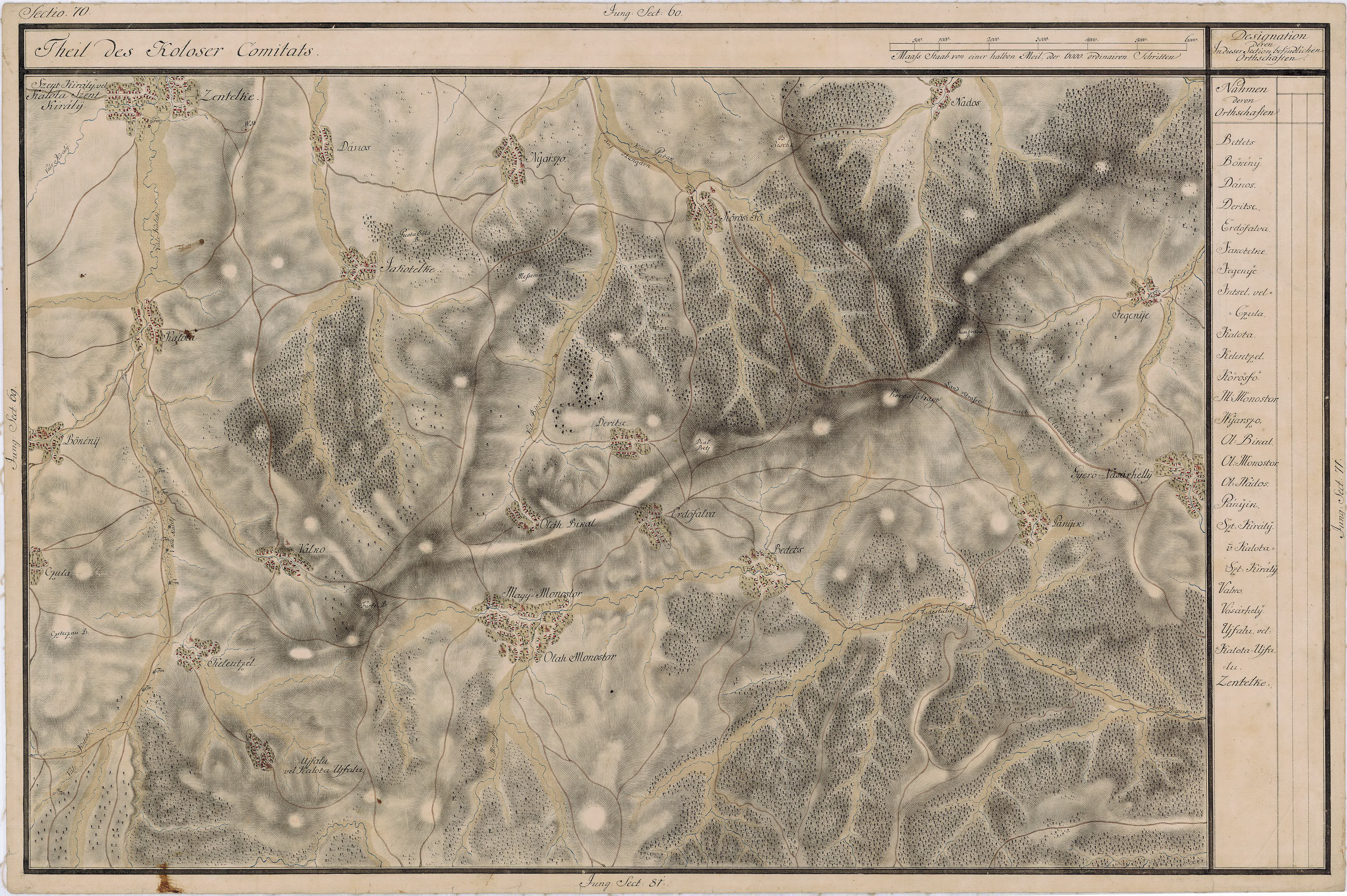
Bica pe Harta Iosefină a Transilvaniei, 1769-1773

## Lăcașuri de cult
- Biserica din lemn „Înălțarea Domnului" (1765), cu picturi interioare din 1770.

## Istoric
Prima atestare documentară a satului este din 1359, când apare cu numele possessio Bykol. Satul Bica mai este amintit cu numele Olah Bykal în 1478, Bika în 1733, Oláh-Bikal în 1854.

## Imagini

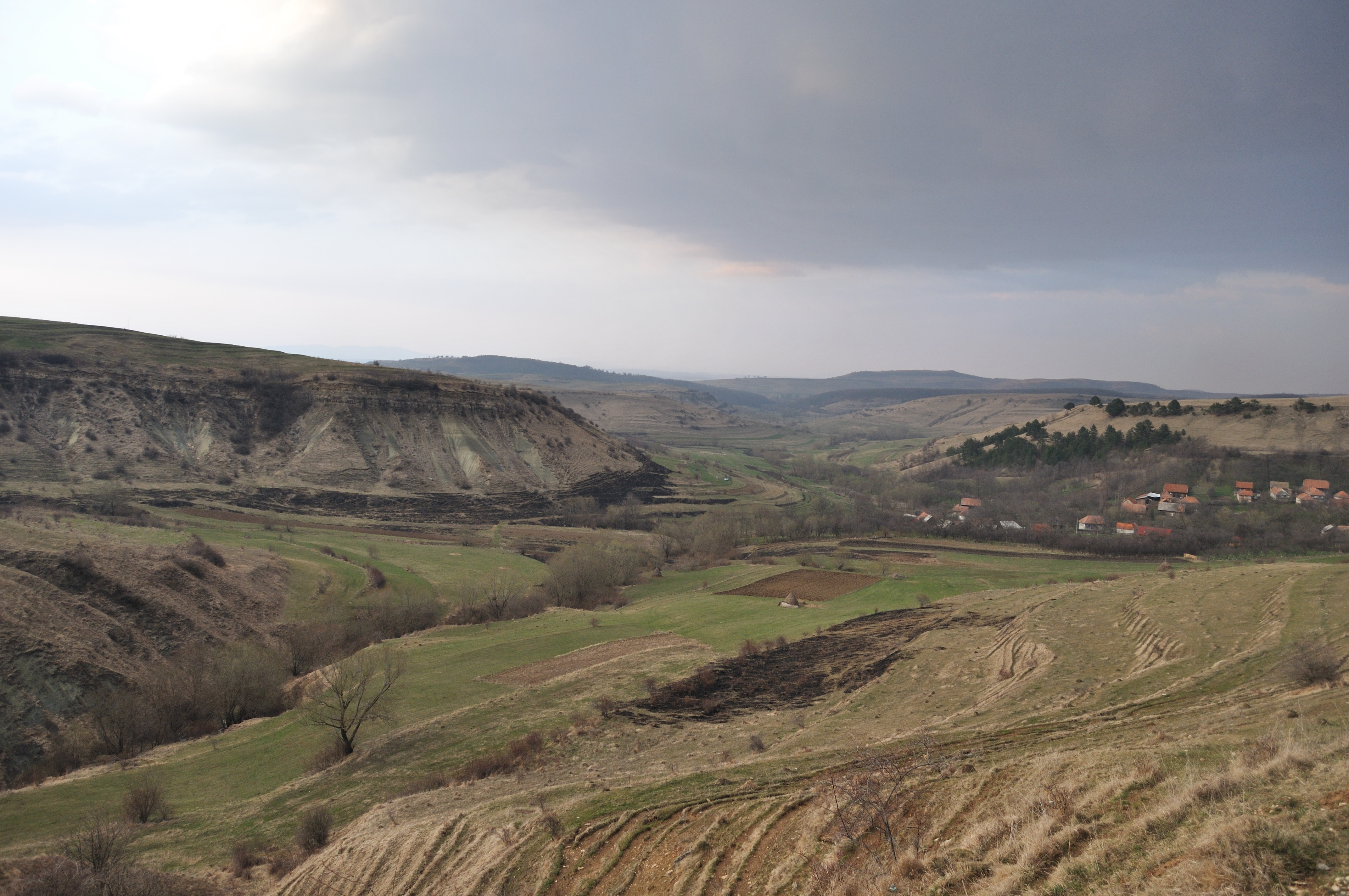
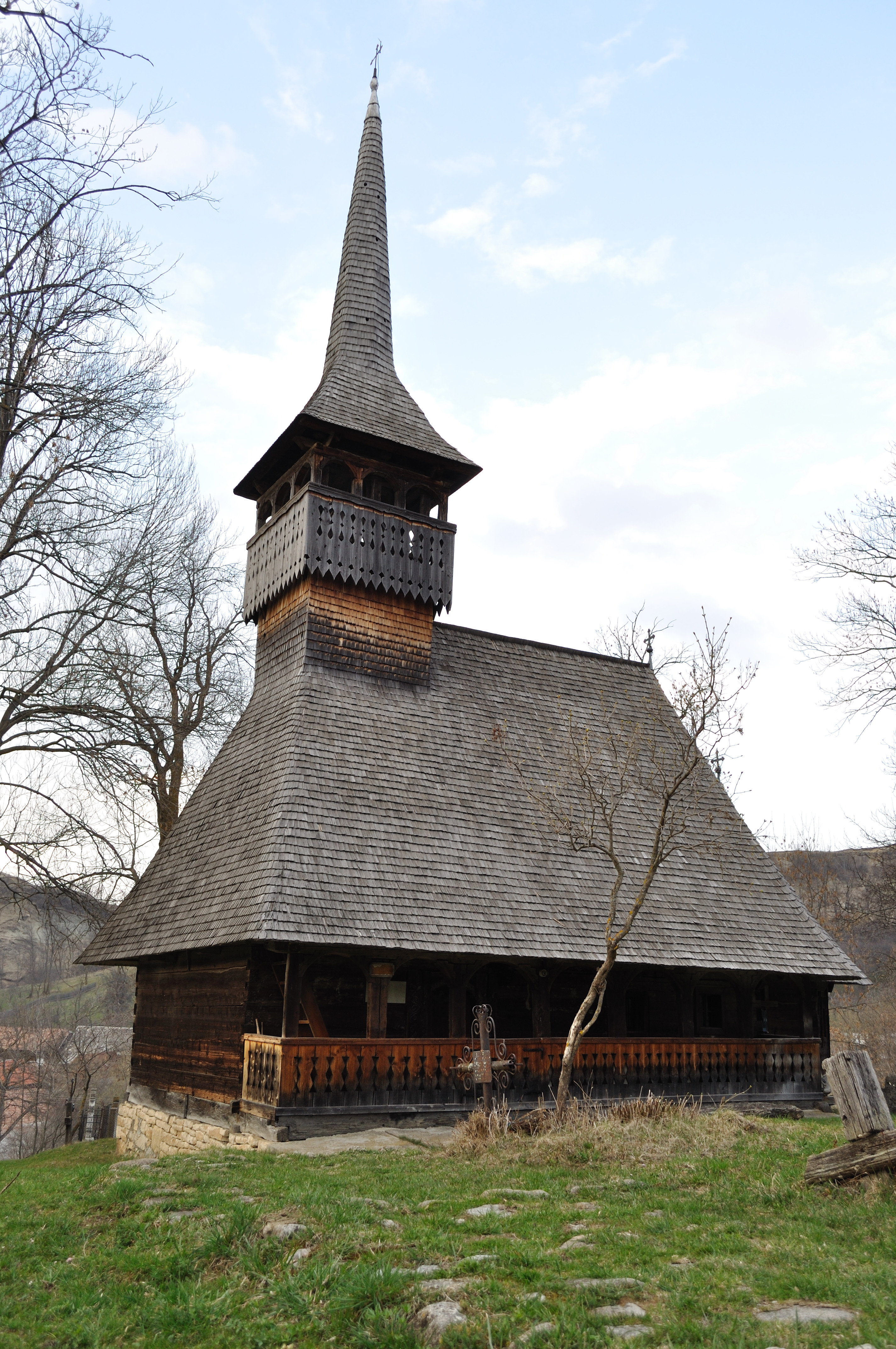
Biserica de lemn din Bica (monument istoric)
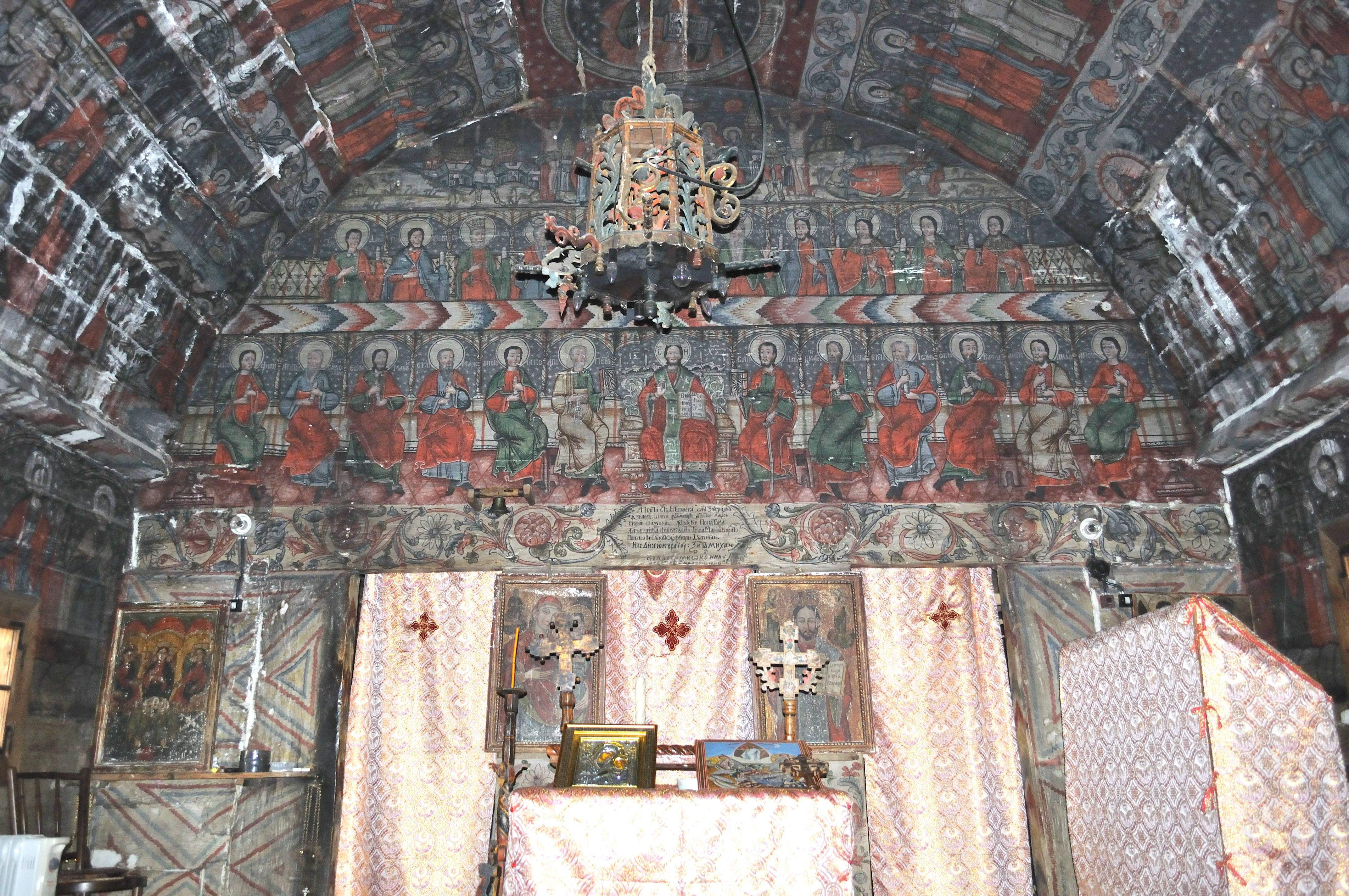
Biserica de lemn din Bica (monument istoric)
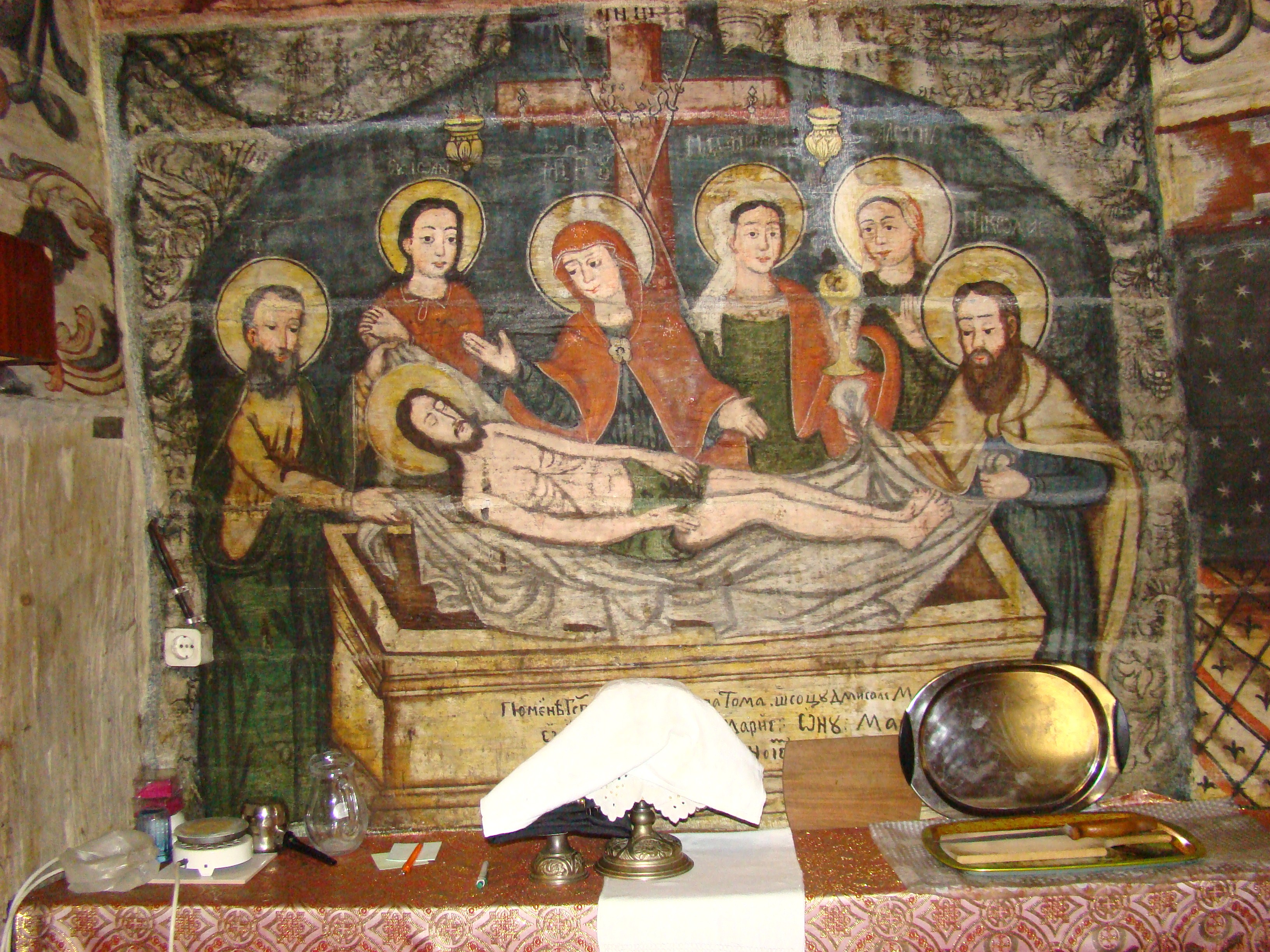
Biserica de lemn din Bica (monument istoric)
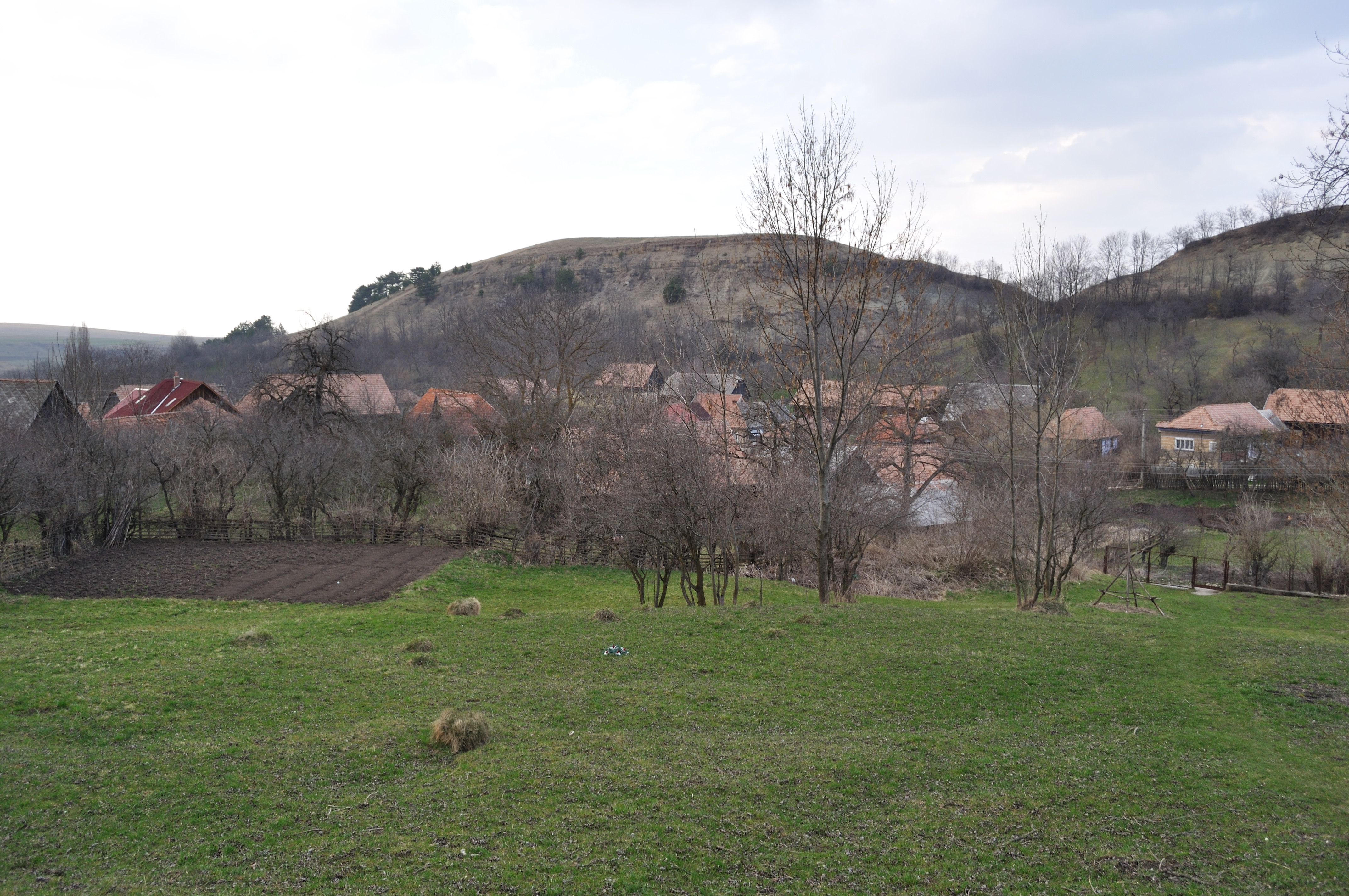
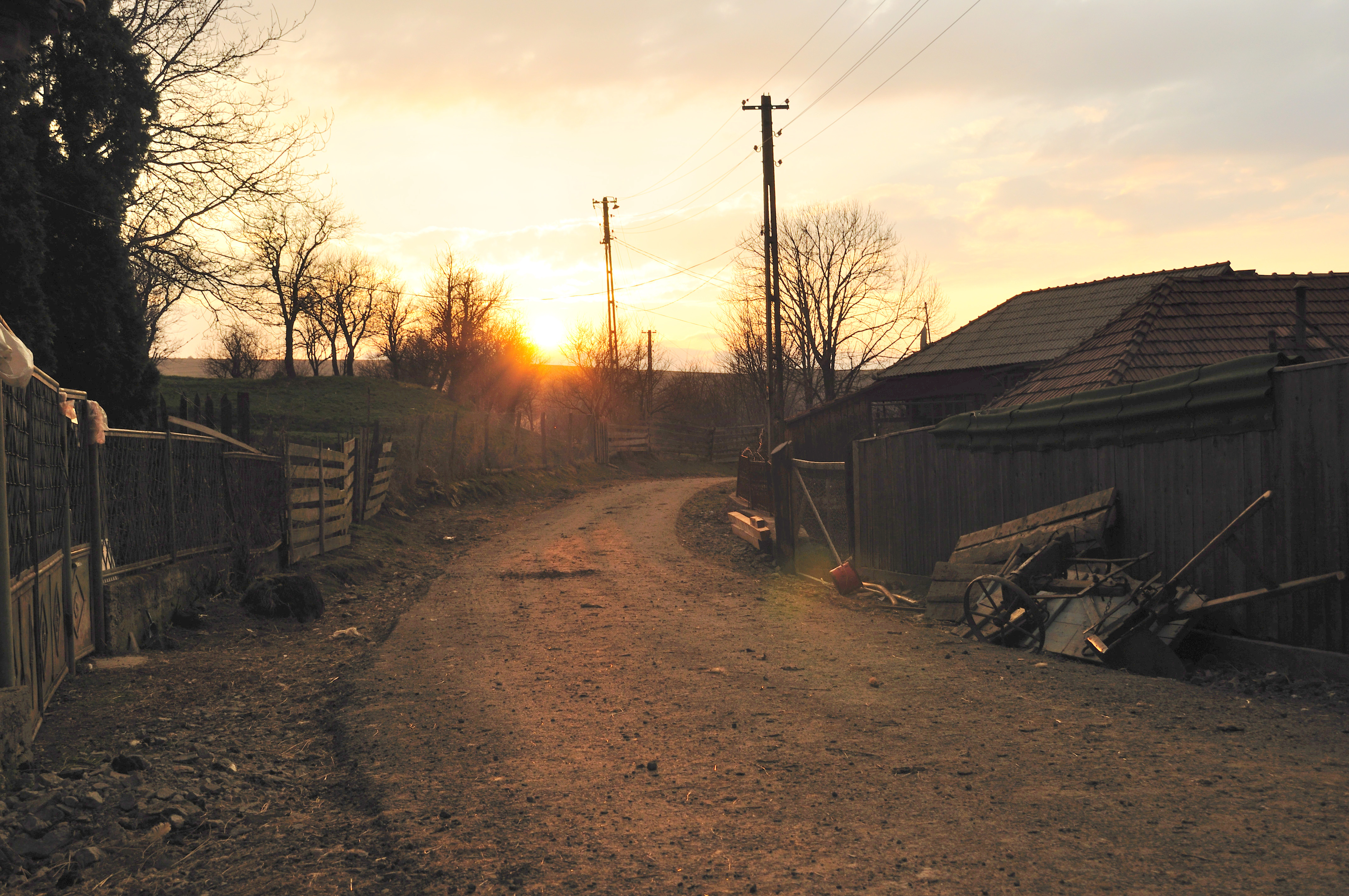

## Legături externe
Materiale media legate de Bica la Wikimedia Commons